# Restrepia brachypus
Restrepia brachypus Rchb.f. (1886) es una especie de orquídeas de la familia de las Orchidaceae.
Su nombre deriva del latín y se refiere al corto pie de la columna.

## Hábitat
Se encuentran en Venezuela, Perú, Ecuador, Bolivia y Colombia en elevaciones de 1 800 a 3 200 m s. n. m. en los bosques húmedos de montaña.

## Descripción
Es una planta diminuta de tamaño que prefiere clima fresco a frío, es epífita con ramicauls erecto envuelto completamente por varias vainas y de una sola hoja apical, ampliamente elíptica con la inflorescencia de flores en un terminal, erecto de 12 cm de largo, que contiene una  única flor que está enfundada en las brácteas del ramicaul,  se producen en el invierno y la primavera.

## Nombre común
- Español: Restrepia de pie de columna corto.

## Sinonimia
- Pleurothallis hawkesii Flickinger 1963;
- Renanthera striata Rolfe 1892;
- Restrepia antennifera Lindl. 1859;
- Restrepia antennifera subsp. striata H. Mohr 1996;
- Restrepia hawkesii Flickinger 1963;
- Restrepia striata Rolfe 1891